# Sand Woman
Sand Women ist ein Jazzalbum von Henri Texier, aufgenommen am 18. Oktober 2017 im Studio Gil Evans in Amiens und 2018 veröffentlicht bei Label Bleu. 

## Hintergrund
Nach seinen Bandprojekten Henri Texier Azur Quintet um 2000, dem Nord-Sud Quintet (mit Sébastien Texier, Francesco Bearzatti, Manu Codjia, Christophe Marguet) und dem Hope Quartet (mit Sébastien Texier, François Corneloup, Louis Moutin) leitete der französische Bassist ab circa 2017 sein Sand Quintet, bestehend aus Sébastien Texier, Vincent Lê Quang, Manu Codjia und Gautier Garrigue. Für sein bislang (2019) letztes Album hat Texier aus dem eigenen Fundus vier Stücke ausgewählt, die er zum Teil vor Jahrzehnten erstmals darbot. Auf dem Album interpretierte er sie neu; hinzu kamen zwei neuere Titel, die der Bandleader geschrieben hatte.

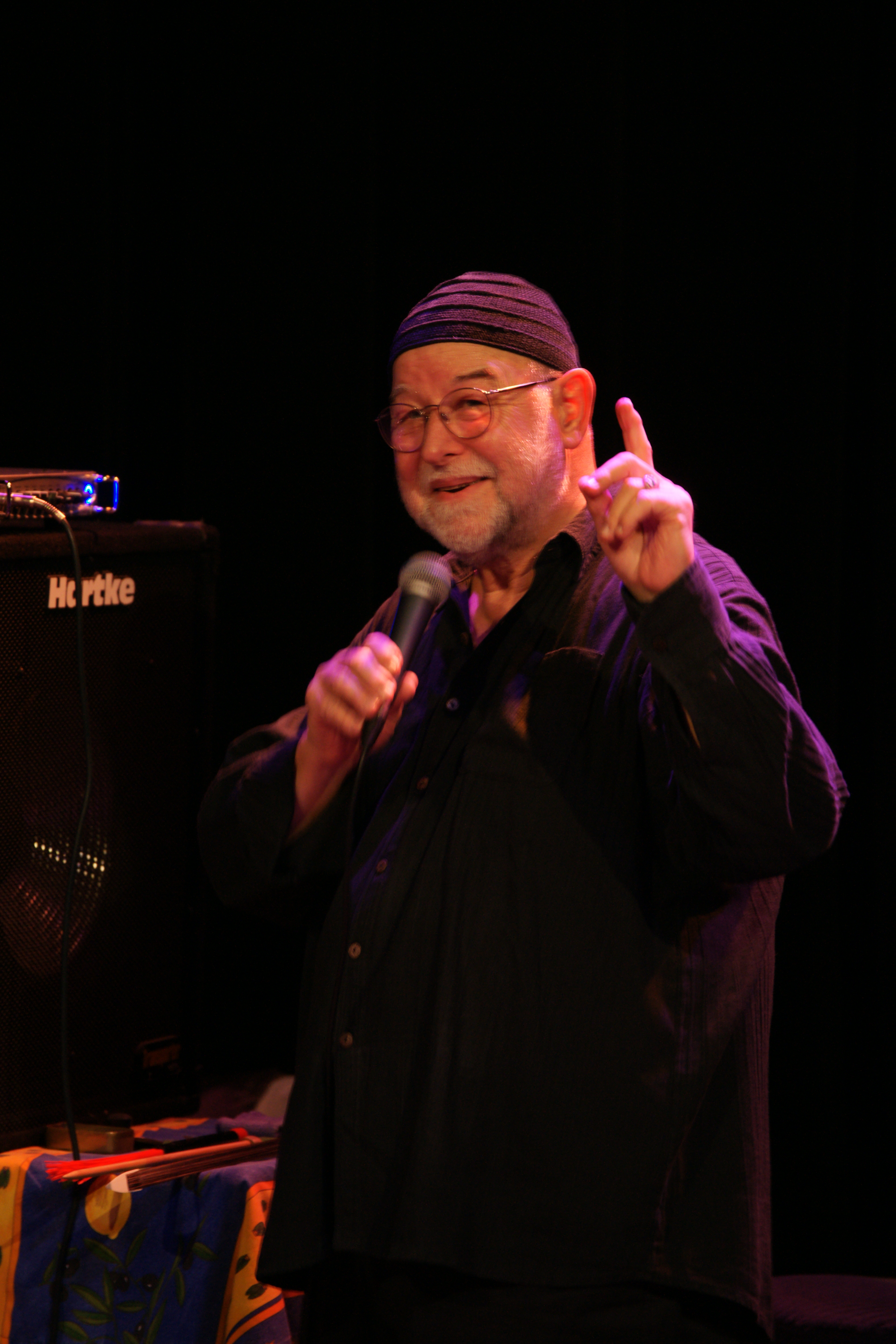
Henri Texier 2014

## Titelliste
- Henri Texier – Sand Woman (Label Bleu – LBLC6728)[4]

1. Amir 	12:06
2. Sand Woman 	10:55
3. Hungry Man 	10:59
4. Indians 	10:02
5. Les Là-Bas 	12:16
6. Quand tout s'arrête 	7:03

## Rezeption
Ssirus W. Pakzad schrieb in Jazz thing, „Texiers Musik basiert letztlich auf ganz einfachen Bausteinen, weshalb er sich selbst weniger als Komponist, sondern eher als Schöpfer von Melodien sieht. Am Bass strukturiert er seine Stücke klar durch und auf das Fundament setzt er einprägsame, sangliche Themen, die etwa von der maghrebinischen Musik und von der Kultur der nordamerikanischen Indianer inspiriert sind. Seine Melodien besitzen einen ganz eigenwilligen Reiz und lösen beim Hören einiges aus – weshalb Texier schon oft eingeladen wurde, Soundtracks zu schreiben.“ Doch zur klanglichen Untermalung von Filmen tauge sein neues Album allerdings weniger, so der Autor, „denn das Quintett des Bassisten liefert eine solche Energieleistung ab, dass niemand mehr auf den Plot achten würde.“
Die italienischsprachige Ausgabe von All About Jazz verlieh dem Album 4½ Sterne; deren Autor Neri Pollastri meinte, dass Texiers Musik sehr charakteristisch sei. Zu sagen, dass es sich bei dessen „Stücken aus vergangenen Perioden um ‚bereits gehörte‘ oder ‚nicht überraschende‘ Musik“ handele, „wäre jedoch ein oberflächliches und etwas snobistisches Urteil, da die Kompositionen großartig sind und die Musiker sie auf eine Weise interpretieren, die besser nicht sein könnte.“ So werde aus dem ursprünglichen „Amir“, einem der ältesten Stücke, eine Neuinterpretation, die „nichts von seiner Spannung und seinem Charme eingebüßt hat“. Der Bandleader, der vom Schlagzeug unterstützt wird, führt ihn mit einer beeindruckenden rhythmischen Progression an, während die beiden Saxophone lebendige Erzählungen produzierten und Codjia mit seiner E-Gitarre die musikalischen Räume erweitere. 

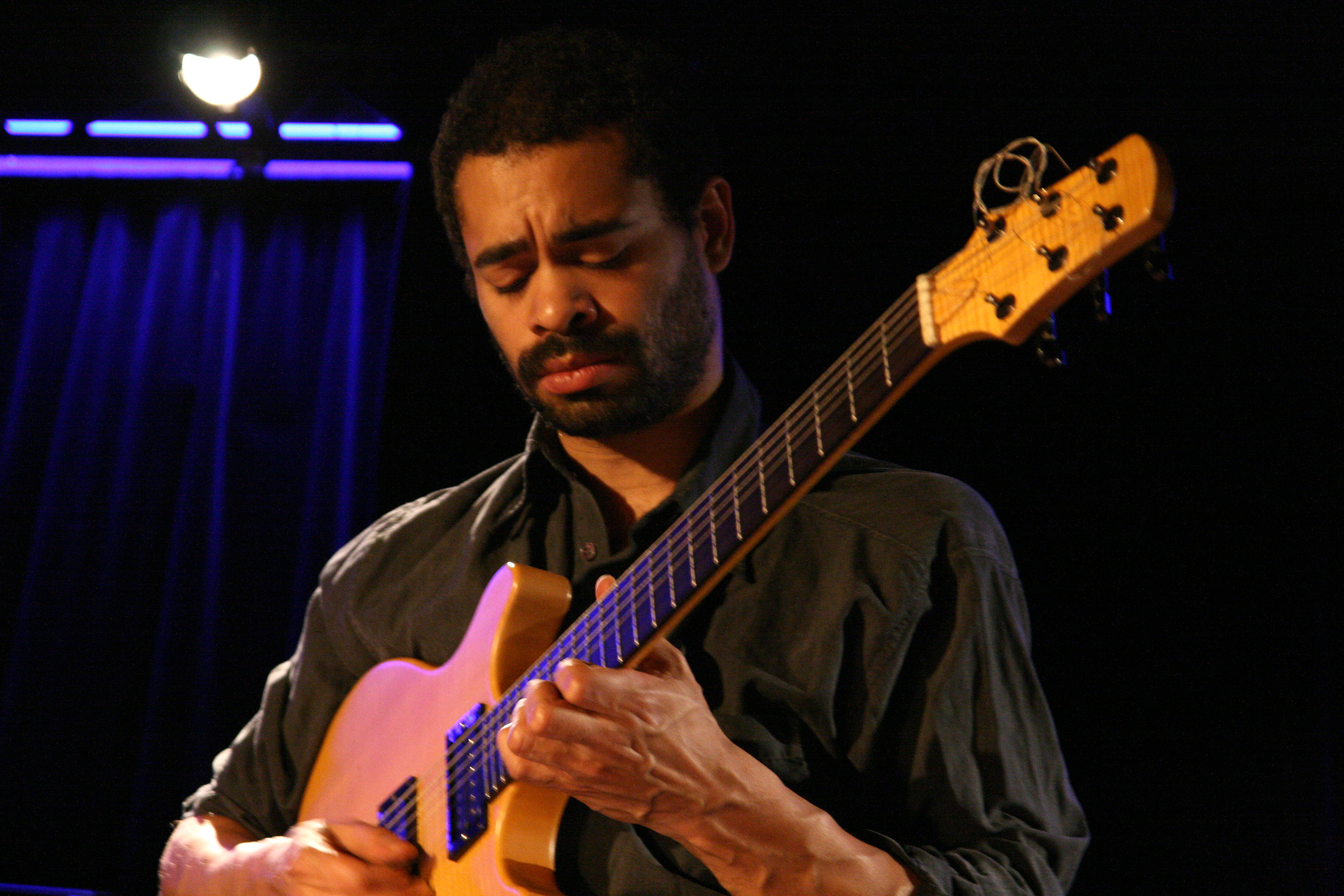
Manu Codjia 2006

Manu Codjias unterstützt die häufig die unisono spielenden Holzbläser durch den Nachhall der Gitarre, immer jedoch von großer klanglicher Intensität und Dynamik. „Codjia zeigt noch mehr als bei anderen Gelegenheiten den Reichtum seines Stils auf der E-Gitarre, in den Soli und noch mehr in der Arbeit, den Ton zu beenden, den er für fast das gesamte Album aufführt. Sébastien Texier hingegen bestätigt sich als exzellenter Interpret des Altsaxophons, überrascht aber mit Klarheit und Originalität.“ Sehr interessant sei nach Ansicht des Autors besonders aus klanglicher Sicht,  der weniger bekannte Lê Quang, klar spielend auf dem Sopran und umgekehrt dunkel und rau auf dem Tenor, auf dem er wirklich einen einzigartigen Klang offenbare. Erfinderisch und in unglaublicher Synergie mit dem Kontrabass Texiers spiele der Schlagzeuger Garrigue. Sand Woman sei „eine großartige Platte, die dem Besten eines Künstlers würdig ist, den wir kürzlich vernachlässigt haben, der aber seit einem halben Jahrhundert ein Star der ersten Größenordnung ist.“

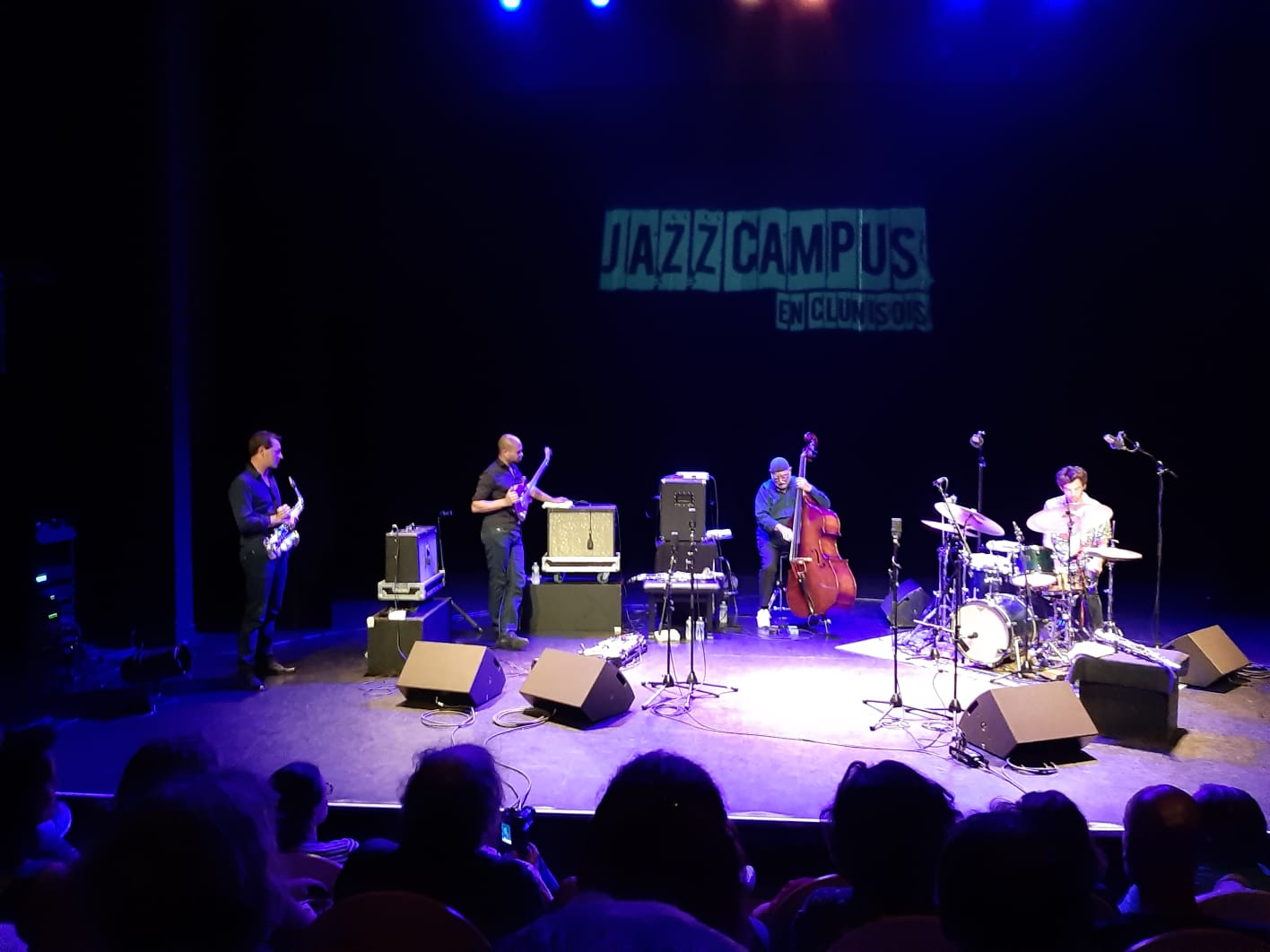
Das Henri Texier Sand Quintet auf dem Festival Jazz Campus en Clunisois 2019

Andreas Schiffmann (MusicReviews.de) lobte: „Sand Woman ist eingedenk des eingängigen Titelstücks ein durch und durch klassisches Combo-Jazz-Album, das dank der zwanglosen Art, welche die Musiker beim Interpretieren alter wie unverbrauchter Ideen an den Tag legen, dennoch sonst nirgendwoher als aus der Gegenwart stammen könnte.“